# Paolo Nucci
Paolo Nucci (Cosenza, 3 gennaio 1960) è un oculista e divulgatore scientifico italiano.

## Carriera
Insegna Malattie dell'Apparato Visivo presso l’Università degli Studi di Milano. Dopo essersi specializzato in oftalmologia nel 1988 ha perfezionato le sue competenze professionali con un Fellowship in Oftalmologia Pediatrica presso l’Università di Chicago nel 1989. È autore di 265 pubblicazioni indicizzate su PubMed che coprono tutto l’ambito delle Scienze della Visione, con particolare interesse rivolto al settore delle patologie dell’infanzia, campo nel quale ha anche al suo attivo 8 monografie scientifiche.
È Presidente della Società Italiana di Oftalmologia Pediatrica e Strabismo (SIOPS)ed è stato Presidente del Corso di Laurea in Ortottica dell’Università di Milano. E' Ambassador dell'International Myopia Institute
È rappresentate italiano del Board della SOE (Societas Ophthalmologica Europæa- European Ophthalmological Society)
Da alcuni anni si dedica alla divulgazione e comunicazione in Medicina con uno sguardo particolare alla figura moderna del medico e alla rilettura del nostro Sistema Sanitario Nazionale. È autore di libri che esplorano quest’area. L’attività di divulgazione lo ha visto spesso ospite in numerose trasmissioni televisive e fa parte del Comitato Tecnico Nazionale per la Prevenzione della Cecità del Ministero della salute. È autore e promotore di podcast dedicati alla politica sanitaria e alla divulgazione scientifica, con particolare attenzione alla formazione in oftalmologia, ortottica e ottica-optometria. Attraverso podcast-intervista, divulgativi e formativi, affronta tematiche di aggiornamento professionale per specialisti, collaborazione interdisciplinare, innovazione nel settore e prevenzione, sensibilizzando anche il pubblico sull’importanza della salute visiva.
È stato corsivista della pagina torinese del Corriere della Sera, offrendo riflessioni critiche sulle dinamiche sociali della città sabauda.

## Pubblicazioni

### Monografie scientifiche
- “Nozioni di Embriologia Oculare e Genetica per Oftalmologi" Ghedini Ed. Milano 1995
- "La Cataratta Congenita: Terapia e complicanze" Fogliazza Ed. Milano 1997
- “Elementi di Oftalmologia Pediatrica" I.N.C. Ed. Roma, 1998
- “Strabismo clinica e terapia: manuale per oftalmologi ed ortottisti” Fabiano Archiviato il 16 aprile 2021 in Internet Archive. 2000 ISBN 978-8887333763
- “Manuale di patologia oculare pediatrica” Ed. Tiziana Zordan Milano 2008
- “Oculistica. Core Curriculum” McGraw-Hill Education 2011 ISBN 978-8838629068
- “Oftalmologia Pediatrica e Strabismo” Fabiano 2012 ISBN 978-8897929000
- “Pediatric Cataract” Ophthalmology Karger Ed. 2016 ISBN 978-3318058192

### Opere divulgative
- "Come farsi capire ed amare dai propri pazienti - Tecniche di comunicazione in medicina" Lupetti Ed. 1997 ISBN 978-8887058277
- “Aiutami a capirlo” con Stefano Zecchi Ed. Lastaria 2017 ISBN 978-8899706173
- “La migliore sanità del Mondo” Ledizioni 2019 ISBN 978-8855260886
- “Storia, vizi e virtù della migliore sanità del mondo” Milano University Press 2020 ISBN 979-1280325013[3]
- “Perché (non) fare il medico” Piemme Ed. Archiviato il 16 aprile 2021 in Internet Archive., 2021 ISBN 978-8856681154 - Finalista sezione saggistica del Premio Internazionale di Letteratura Città di Como 2022
- "La Sanità che verrà" Pickwick- Piemme Ed. Archiviato il 16 aprile 2021 in Internet Archive., 2021 ISBN 978-8855447010
- "Iatrodemia: vizi e virtù dei medici in TV" Piemme Ed, 2022 ISBN 978-88-554-4710-2
- "Chi ci curerà. Appunti sul futuro della sanità pubblica" con Rosanna Magnano Ed. Il Sole 24 Ore, 2023  EAN 9791254840979